# Quasano
Quasano is een plaats (frazione) in de Italiaanse gemeente Toritto.